# Bio krb
Bio krb (též krb na biolíh, bioetanolový krb, eko krb nebo bio kamna) je druh krbů nebo pecí s kombinovanými zónami generace tepla a technologického procesu - spalování biopaliv (denaturovaného lihu). Tento krb nevyžaduje komín a vydává živý oheň, nikoliv imitací ohně, na rozdíl od elektrických krbů. Nevyžaduje připojení k elektrické síti. Jeho instalace je možná v každém bodě místnosti, bez ohledu na inženýrské sítě. Hlavní částí každého krbu je hořák. Hořák je kovová nádoba, jejíž tvar a rozměry se mohou lišit. Hořák může být vybaven separačním filtrem nebo regulací síly plamene. Tyto hořáky mohou být použity jako primární prvek bio krbů i jako samostatná část do klasických krbů (pří náhradě za dřevo). Hlavní podmínkou instalaci hořáku je splnění požadavků izolací od hořlavých materiálů. Hořák se plní palivem, obvykle je to bioetanol.

## Vlastnosti bio krbů
Některé vlastnosti bio krbů, které je odlišují od ostatních druhů krbů:
- Palivem je ethanol
- Krb spaluje kyslík v místnosti, kde se nachází. Tato místnost proto musí být pravidelně a dobře větrána (otevřením oken, mikroventilací)[1]
- Krby slouží jen pro dekorační účely a nejsou určené pro pravidelné vyhřívání místnosti[1]
- Pří hoření produkuje pouze oxid uhličitý a voda, bez vzniku zápachu, kouře a prachu
- Při instalaci na území Česka se nevyžaduje povolení
- Při instalaci v místnosti nevyžaduje žádné komínové nebo jiné větrací systémy
- Mobilita. Může být snadno přemístěn z místa na místo. Hmotnost nejtěžšího krbu nepřesahuje 100 kg
- Nevyžaduje žádné speciální znalosti k provozu. Stačí jen respektovat požární bezpečnost